# 맥스군 사랑에 빠지다
《맥스군 사랑에 빠지다》(Rushmore)는 웨스 앤더슨이 감독을 맡은 1998년에 개봉한 코미디 드라마 영화이며, 맥스 피셔라는 괴짜 10대 소년(제이슨 슈워츠먼의 스크린 데뷔작), 그의 친구인 부유한 기업가 허먼 블럼(빌 머리), 그리고 그들의 사랑을 받는 초등학교 교사 로즈머리 크로스(올리비아 윌리엄스)에 관한 내용이다. 웨스 앤더슨과 오언 윌슨이 공동 각본 작업을 했다. 사운드트랙은 앤더슨의 정기적인 동업자인 마크 마더스보우가 작곡했고 일부 곡들은 1960년대 브리티시 인베이전과 관련된 밴드들의 곡이다.
이 영화는 앤더슨과 슈워츠먼의 커리어를 시작하는데 도움을 줬고 반면 머리에게는 독립 영화에서 존경받는 배우라는 "두번째 커리어"를 가져다 주었다. 1999년 인디펜던트 스피릿 어워드에서 앤더슨은 감독상을, 머리는 남우조연상을 수상했다. 머리는 또한 골든 글로브상 영화 부문 남우조연상 후보에 오르기도 했다.
《맥스군 사랑에 빠지다》는 앤더슨의 최고의 작품 중 하나로 손 꼽히고 일부 발표에서는 1990년대 최고의 작품 중 하나로 오르기도 했다. 2016년에는 미국 의회도서관에 의해 "문화적, 역사적, 혹은 심미학적으로 뛰어난" 작품들이 선정되는 미국 영화 등록소의 보존품으로 선정됐다.

## 줄거리
15살의 괴짜 장학생 맥스 피셔는 명문 러쉬모어 아카데미에서 다양한 과외 활동에 열정적이지만, 학업에는 어려움을 겪는다. 부유한 학생들과 달리 평범한 가정환경을 가진 맥스는 학교에서 자신의 존재감을 드러내려 애쓴다. 그러던 중, 학교에서 만난 부유한 사업가 허먼 블룸과 친해지며 그의 후원을 받게 된다.
맥스는 학교 도서관에서 우연히 발견한 책의 이전 대출자인 초등학교 교사 로즈마리 크로스에게 첫눈에 반한다. 그녀의 마음을 얻기 위해 라틴어 과목을 학교에 유지시키고, 직접 만든 수족관을 학교 야구장에 설치하려다 학교에서 쫓겨난다. 이후 공립학교로 전학 간 맥스는 새로운 학교생활에 적응하기 시작하고, 로즈마리와 블룸의 도움을 받지만, 블룸이 로즈마리와 몰래 만나기 시작하면서 맥스는 분노한다.
맥스는 블룸과의 우정을 끊고 복수를 계획한다. 블룸의 불륜 사실을 아내에게 알리고, 블룸의 호텔 방에 벌들을 풀어놓는 등 갖가지 장난을 친다. 급기야 맥스는 블룸의 차 브레이크를 망가뜨려 체포당하기까지 한다. 이후 블룸과 로즈마리의 사진을 찍어 복수하려 하지만, 이미 로즈마리가 학교를 그만뒀다는 사실을 알게 된다.
복수를 포기한 맥스는 블룸과 화해하고, 로즈마리가 자신의 죽은 남편을 여전히 사랑한다는 사실을 알게 된다. 맥스는 다시 학교생활에 집중하며 성적을 올린다. 맥스는 마지막으로 로즈마리의 마음을 얻으려 하지만 실패하고, 결국 블룸과 로즈마리의 화해를 돕기로 한다. 맥스는 로즈마리와 블룸을 자신의 베트남 전쟁 연극에 초대하고, 연극을 통해 두 사람은 화해한다. 연극 후 파티에서 맥스는 친구인 마가렛과 사귀고 있다는 사실을 밝히고, 로즈마리와 춤을 추며 영화는 막을 내린다.

## 캐스팅
- 제이슨 슈워츠먼 - 맥스 피셔
- 빌 머리 - 허먼 블럼
- 올리비아 윌리엄스 - 로즈메리 크로스
- 시모어 카셀 - 버트 피셔
- 브라이언 콕스 - 닥터 넬슨 구겐하임
- 메이슨 겜블 - 더크 갤로웨이
- 사라 타나카 - 마거릿 옝
- 코니 닐센 - 갤로웨이 부인
- 루크 윌슨 - 닥터 피터 플린
- 스티븐 메콜 - 매그너스 버컨
- 쿠마르 팔라나 - 리틀진스
- 알렉시스 블레델 - 학생